# 横山大希
横山大希（日语：／ Yokoyama Hiroki，1994年2月18日—），日本男子短道速滑运动员，2017年亚洲冬季运动会男子5000米接力铜牌得主、2018年世界短道速滑锦标赛男子5000米接力铜牌得主。